# Liste des gagnants du classement Inkigayo en 2023
L’Inkigayo Chart est un palmarès de programmes musicaux sur Seoul Broadcasting System (SBS) qui récompense le single le plus populaire de la semaine en Corée du Sud. Le classement mesure les performances en streaming sur les services de musique en ligne en Corée du Sud (55 %), les réseaux sociaux via les vues YouTube (30 %), les ventes d’albums (10 %), le temps d’antenne à la télévision (10 %), les votes des téléspectateurs (5 %), et les votes en temps réel via l’application mobile Superstar X (5 %) pour décerner son prix,,.
En juillet 2023, 14 singles ont atteint le numéro un du classement et 11 projets ont reçu un trophée de première place. « I Am » d’Ive détient actuellement le meilleur score de l’année, avec 10 586 points lors de l’émission du 23 avril. Cinq chansons ont récolté des trophées pendant trois semaines et remporté une triple couronne : « Ditto » et « OMG » de NewJeans, « Queencard » de (G)I-dle, « I Am » de Ive, et « Flower » de Jisoo.

## Historique du classement

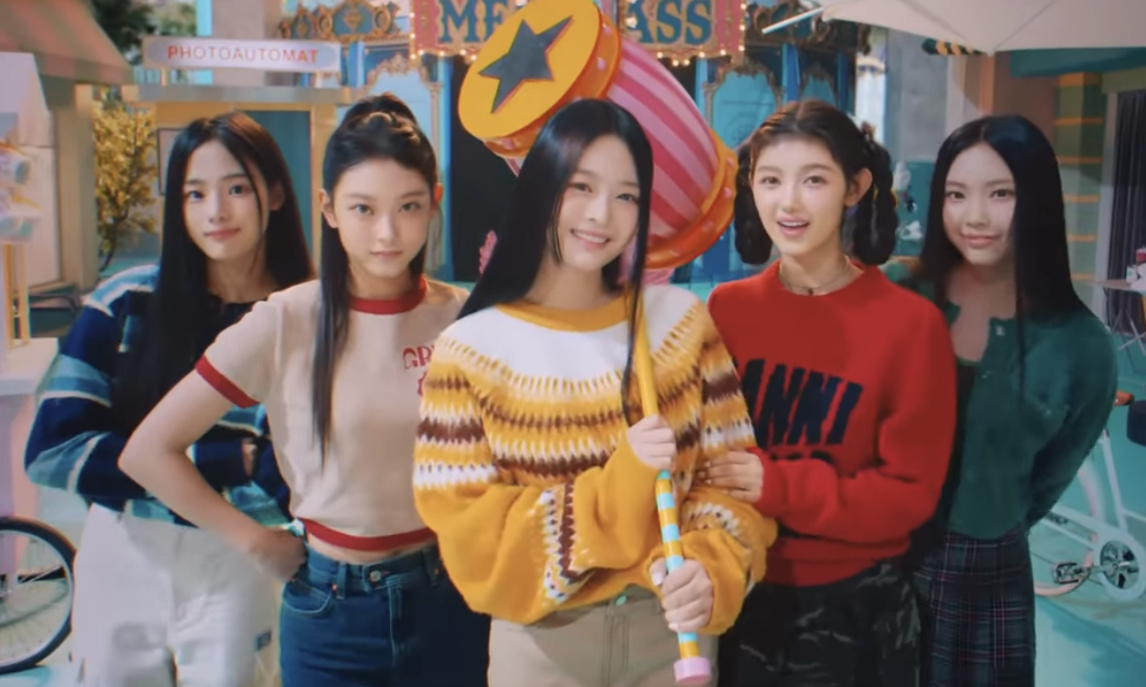
NewJeans a remporté ses premiers Inkigayo Triple Crowns avec « Ditto » et « OMG ».

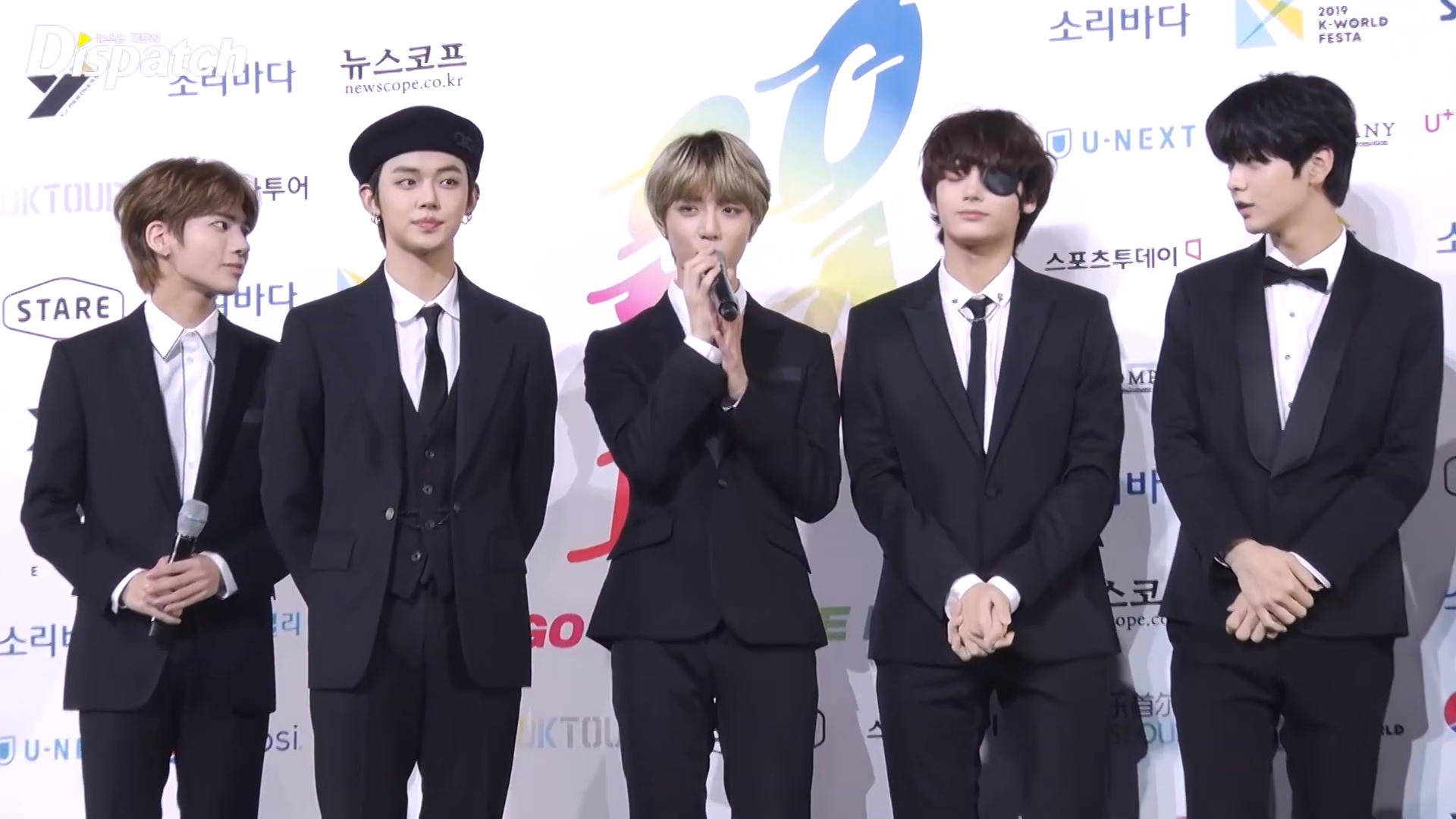
TXT (photo) a remporté son premier trophée Inkigayo pour « Sugar Rush Ride ». Le membre Yeonjun (deuxième à gauche) est co-animateur du programme.

| † | Indique une triple couronne               |
| ‡ | Indique le score le plus élevé de l'année |
| — | Aucun spectacle n'a eu lieu               |

| Épisode | Date        | Artiste                             | Chanson                             | Points                              | Ref.   |
| ------- | ----------- | ----------------------------------- | ----------------------------------- | ----------------------------------- | ------ |
| —       | 1er janvier | pas d’émission, gagnant non annoncé | pas d’émission, gagnant non annoncé | pas d’émission, gagnant non annoncé | [ 8 ]  |
| 1,166   | 8 janvier   | NewJeans                            | « Ditto » †                         | 6,719                               | ,      |
| 1,167   | 15 janvier  | NewJeans                            | « OMG » †                           | 8,795                               | ,      |
| —       | 22 janvier  | pas d'émission, gagnant non annoncé | pas d'émission, gagnant non annoncé | pas d'émission, gagnant non annoncé | [ 13 ] |
| 1,168   | 29 janvier  | NewJeans                            | « Ditto » †                         | 7,119                               | ,      |
| 1,169   | 5 février   | NewJeans                            | « Ditto » †                         | 6,006                               | [ 16 ] |
| 1,170   | 12 février  | TXT                                 | « Sugar Rush Ride »                 | 7,233                               | ,      |
| 1,171   | 19 février  | BSS                                 | « Fighting »                        | 8,165                               | ,      |
| 1,172   | 26 février  | STAYC                               | « Teddy Bear »                      | 5,774                               | ,      |
| 1,173   | 5 mars      | The Boyz                            | « Roar »                            | 6,463                               | ,      |
| —       | 12 mars     | pas d’émission, gagnant non annoncé | pas d’émission, gagnant non annoncé | pas d’émission, gagnant non annoncé | [ 25 ] |
| 1,174   | 19 mars     | NewJeans                            | « OMG » †                           | 5,781                               | ,      |
| 1,175   | 26 mars     | NewJeans                            | « OMG » †                           | 6,309                               | [ 28 ] |
| 1,176   | 2 avril     | NewJeans                            | « Hype Boy »                        | 5,932                               | ,      |
| 1,177   | 9 avril     | Ive                                 | « Kitsch »                          | 8,273                               | ,      |
| 1,178   | 16 avril    | Jisoo                               | « Flower » †                        | 8,714                               | ,      |
| 1,179   | 23 avril    | Ive                                 | « I Am » †                          | 10,586 ‡                            | ,      |
| 1,180   | 30 avril    | Jisoo                               | « Flower » †                        | 7,902                               | ,      |
| 1,181   | 7 mai       | Seventeen                           | « Super »                           | 7,884                               | ,      |
| 1,182   | 14 mai      | Le Sserafim                         | « Unforgiven »                      | 8,466                               | ,      |
| 1,183   | 21 mai      | Aespa                               | « Spicy »                           | 7,742                               | ,      |
| 1,184   | 28 mai      | (G)I-dle                            | « Queencard » †                     | 8,779                               | ,      |
| 1,185   | 4 juin      | (G)I-dle                            | « Queencard » †                     | 9,423                               | ,      |
| 1,186   | 11 juin     | (G)I-dle                            | « Queencard » †                     | 8,112                               | [ 49 ] |
| 1,187   | 18 juin     | Ive                                 | « I Am » †                          | 6,398                               | ,      |
| 1,188   | 25 juin     | Ive                                 | « I Am » †                          | 6,882                               | [ 52 ] |
| 1,189   | 2 juillet   | Jisoo                               | « Flower » †                        | 6,961                               | [ 53 ] |